# Jean-Louis Muret
Pour les articles homonymes, voir Muret.
À ne pas confondre avec son petit-fils Jean Muret, qui porte le même nom de baptême que lui
Jean-Louis Muret, né le 7 avril 1715 à Morges et mort le 4 mars 1796 à Vevey, est un pasteur, économiste, agronome et démographe suisse, adepte des doctrines physiocratiques.

## Biographie
Jean-Louis Muret naît le 7 avril 1715 à Morges, dans le canton de Vaud, en Suisse. De confession protestante, originaire de Morges, il est le fils d'Elizabeth Durand, issue d'une famille de réfugiés français, et de Pierre Philibert Muret, commerçant et importateur en gros de textile et de denrées coloniales,. 
Il épouse en premières noces Marguerite Porta, sœur de l'avocat Samuel Porta, puis Jacqueline Victoire de Lom. Jean-Louis Muret est le père de Louis-David Muret (1755-1814), médecin et député au Grand Conseil du canton de Vaud, et de Jules-Nicolas Muret (1759-1847), avocat et député.
Après des études de théologie à l'Académie de Lausanne, il est consacré en 1740, puis officie comme suffragant de l'église française de Berne, puis à Orbe, Grandson et Corsier-sur-Vevey. En 1747, il est nommé diacre à Vevey puis, en 1757, premier pasteur de la ville, poste qu'il occupera jusqu'à sa mort. Il est également élu, à trois reprises, doyen du Synode de Lausanne et de Vevey,, ce qui lui vaut d'être populairement connu et parfois mentionné dans la littérature comme le « doyen Muret »,.
En parallèle, il fait des recherches en économie à l'attention de ses concitoyens, afin de les aider à augmenter leur prospérité. Il rédige en particulier des tables pour un mode de constitution de rentes viagères.

### Activité comme correspondant de la Société Économique de Berne
Jean-Louis Muret est correspondant de la Société Économique de Berne dès sa fondation en 1758, ainsi que membre fondateur et secrétaire de sa filiale de Vevey. Adepte des doctrines physiocratiques, il publie dans l'organe de la société (les Mémoires et observations recueillies par la Société Économique de Berne) plusieurs lettres et mémoires sur divers sujets, la plupart ayant trait à l'agronomie (expériences agricoles, construction de digues sur les rivières, façon la plus économique de moudre le grain, observations météorologiques). 

### Mémoire sur l'état de la population dans le Pays de Vaud
En 1763, Daniel Burnand adresse un essai à Société Économique de Berne sur la dépopulation de la ville vaudoise de Moudon. Désirant des études plus poussées, la Société Économique de Berne lance un concours. Muret le gagne en 1766 en rédigeant un mémoire sur l'état de la population dans le Pays de Vaud qui met en évidence un recul démographique, qu'il met sur le compte d'un déclin de l'agriculture. Les autorités bernoises, qui gouvernent alors le Pays de Vaud, y voient eux une attaque contre leur administration. Elles adressent un blâme à Muret pour avoir utilisé et publié des pièces et documents officiels, les statistiques de la population étant alors sous secret militaire. Les autorités bernoises décident de contrôler le contenu des séances de la société et d'empêcher l'impression du mémoire, mais Muret en fait imprimer et mettre en vente un tirage à part. Il devient membre honoraire de la société deux ans après,. 
L'œuvre de Muret marque le début des études démographiques en Suisse dont il est le précurseur. Muret et le premier à établir une table de mortalité en Suisse et le premier à établir une table de mortalité féminine en fonction de l'état matrimonial. Une partie des données de Muret sera traduite en anglais et reprise dans les études sur la dépopulation du philosophe et économiste gallois Richard Price. L'économiste britannique Thomas Malthus, en 1798, dans son Essay on the Principle of Population, loue la précision des tables de mortalité utilisées par Jean-Louis Muret et leur astucieuse association avec les registres de baptêmes et de mariages, qualifiant de pionnier ce travail de recherche, même s'il considère, comme d'autres spécialistes (comme Eugène Olivier et August Lauterburg), qu'il a mal interprété ses données et s'est trompé dans ses conclusions.

## Ouvrages et publications

### Ouvrage
- Mémoire sur l'Etat de la population dans le Pays de Vaud, Yverdon : F.-B. de Felice, 1766, 128 p.[6].

### Publications
- Jean-Louis Muret, « Lettre sur le perfectionnement de l'agriculture », Mémoires et observations recueillies par la Société Économique de Berne,‎ 1762, p. 165-179[3] ;
- Jean-Louis Muret, « Mémoire sur la question : quel est le prix des grains le plus avantageux dans le Canton, tant pour le laboureur que pour l'acheteur et quels sont les moyens les plus propres pour les amener à ce prix et les y maintenir? », Mémoires et observations recueillies par la Société Économique de Berne, no II,‎ 1767, p. 5-81[3] ;
- Jean-Louis Muret, « Mémoire sur la mouture des grains, et sur les divers objets relatifs », Mémoires et observations recueillies par la Société Économique de Berne,‎ 1773[3].